# Prince George-Mackenzie (circonscription britanno-colombienne)
Pour les articles homonymes, voir Prince George et Mackenzie.
Circonscription électorale provinciale du Canada
Prince George-Mackenzie est une circonscription provinciale de la Colombie-Britannique représentée à l'Assemblée législative de la Colombie-Britannique depuis 2009.

## Géographie
En 2020, la circonscription représente une partie de la ville de Prince George et la ville de Mackenzie, ainsi que les communautés de McLeod Lake (en), Bear Lake, Summit Lake (en) et Salmon Valley (en).

## Liste des députés
| Législature                                                             | Années                                                                  | Député                                                                  | Député                                                                  | Parti                                                                   |
| Prince George-Mackenzie Circonscription issue d'Abbotsford-Mount Lehman | Prince George-Mackenzie Circonscription issue d'Abbotsford-Mount Lehman | Prince George-Mackenzie Circonscription issue d'Abbotsford-Mount Lehman | Prince George-Mackenzie Circonscription issue d'Abbotsford-Mount Lehman | Prince George-Mackenzie Circonscription issue d'Abbotsford-Mount Lehman |
| ----------------------------------------------------------------------- | ----------------------------------------------------------------------- | ----------------------------------------------------------------------- | ----------------------------------------------------------------------- | ----------------------------------------------------------------------- |
| 39e                                                                     | 2009–2013                                                               |                                                                         | Pat Bell (en)                                                           | Libéral                                                                 |
| 40e                                                                     | 2013–2017                                                               |                                                                         | Mike Morris (en)                                                        | Libéral                                                                 |
| 41e                                                                     | 2017–2020                                                               |                                                                         | Mike Morris (en)                                                        | Libéral                                                                 |
| 42e                                                                     | 2020–2023                                                               |                                                                         | Mike Morris (en)                                                        | Libéral                                                                 |
| 42e                                                                     | 2023-2024                                                               |                                                                         | Mike Morris (en)                                                        | United                                                                  |
| 43e                                                                     | 2024-en cours                                                           |                                                                         | Kiel Giddens (en)                                                       | Conservateur                                                            |